# Lonesome Jim
Pour plus de détails, voir Fiche technique et Distribution.
Lonesome Jim est un film américain réalisé par Steve Buscemi, sorti en 2005.

## Synopsis
L'histoire de Jim démarre à New York, qu'il quitte pour rejoindre son Indiana natal, où il restera dans la maison de ses parents.

## Fiche technique
- Titre : Lonesome Jim
- Réalisation : Steve Buscemi
- Scénario : James C. Strouse
- Production : Jake Abraham, Caroline Kaplan, Daniela Taplin Lundberg, Galt Niederhoffer, Celine Rattray, Jonathan Sehring, Reagan Silber, John Sloss, Derrick Tseng, Anna Waterhouse, Gary Winick et Steve Buscemi
- Budget : 500 000 dollars (367 000 euros)
- Musique : Evan Lurie
- Photographie : Phil Parmet
- Montage : Plummy Tucker
- Décors : Chuck Voelter
- Costumes : Victoria Farrell
- Pays d'origine : États-Unis
- Format : Couleurs - 1,85:1 - Dolby Digital - DV
- Genre : Comédie dramatique
- Durée : 91 minutes
- Dates de sortie : 22 janvier 2005 (festival de Sundance), 16 novembre 2005 (France), 24 mars 2006 (États-Unis)

## Distribution
- Casey Affleck : Jim
- Kevin Corrigan : Tim
- Mary Kay Place : Sally
- Seymour Cassel : Don
- Rachel Strouse : Rachel
- Sarah Strouse : Sarah
- Rick Duplissie : le patron du bar
- Liv Tyler : Anika
- Mark Boone Junior : Evil
- Jake La Botz : Phillip - Welder
- Jack Rovello : Ben
- Don Strouse : le voisin
- Doug Liechty Caskey : Doug, le pasteur
- Pam Angell : Stacy
- Jack Rovello : Ben

## Autour du film
- Il s'agit de la troisième réalisation de Steve Buscemi.
- Le tournage a débuté le 29 janvier 2004 et s'est déroulé durant seize jours à Cromwell, Goshen et Ligonier, dans l'Indiana.
- La chanson Chase Him est interprétée par Geoff Levin.
- Initialement, le budget devait être de trois millions de dollars et le tournage durer 30 jours, mais la société de production annula le projet. Le réalisateur se tourna vers InDigEnt, une société new-yorkaise spécialisée dans les films à petits budgets tournés avec de simples caméras MiniDV. Le budget fut ramené à 500 000 dollars, la durée du tournage divisée par deux, et le cachet des acteurs fut revu à la baisse, pour pallier les difficultés qu'avaient les producteurs à boucler le budget.

## Distinctions
- Nomination au Grand Prix, lors du Festival international du film de Flandres en 2005.
- Nomination Grand Prix du Jury, lors du Festival du film de Sundance en 2005.